# De Nieuwe Liefde
De Nieuwe Liefde is een gebouw aan de Da Costakade in Amsterdam, oorspronkelijk een pakhuis, dat nu dienstdoet als cultureel centrum.
Het werd gebouwd in 1904 als pakhuis voor wijn, met proeflokalen, naar ontwerp van de architect L.J. Neumeyer. Het is een van de eerste gebouwen in Nederland van gewapend beton, volgens het systeem van Monier, maar de vormen zijn gebaseerd op een houten-spantenconstructie.
In 1931 werd het gebouw gekocht door de rooms-katholieke kerk De Liefde (parochie van de HH Nicolaas en Barbara), die het van 1932 tot 1972 als parochiehuis gebruikte. Het kreeg in die tijd vooral bekendheid door de filmzaal/bioscoop De Liefde.
Vanaf 1974 werd het pand gebruikt door de Amsterdamse Theaterschool.
Daarna was hier "Theater De Liefde" gevestigd tot 2006.
In 2002 werd het gebouw op de Rijksmonumentenlijst geplaatst.

## De Nieuwe Liefde
Sinds 2011 is hier De Nieuwe Liefde gevestigd, een centrum voor debat, poëzie, bezinning, theater, vaak bijbels geïnspireerd.
Het is een initiatief van Huub Oosterhuis en tot stand gekomen met de financiële steun van mecenas Alex Mulder.
De eerste directeur was de journalist Joost Divendal die door zijn vroegtijdig overlijden in 2010 de realisatie van het project niet heeft mogen mee maken.
In 2010-2011 werd het pand verbouwd naar ontwerp van het architectenbureau van Wiel Arets tot een opener en lichter gebouw.
Het centrum werd op 12 februari 2011 officieel geopend door koningin Beatrix. Zij las een gedicht voor van Henriette Roland Holst: De zachte krachten zullen zeker winnen in 't eind.
In het gebouw komt op zondag de Amsterdamse Studentenekklesia bijeen, een door pater Van Kilsdonk opgerichte christelijke gemeente.
Sinds 2013 is het gebouw ook een officiële trouwlocatie.
In september 2019 gooide De Nieuwe Liefde het roer om en profileert zich nu als ‘het huis voor taal in de ruimste zin van het woord’. 

## Tijdschrift Nieuwe Liefde
Vanuit De Nieuwe Liefde werd van 2011 tot 2014 een driemaandelijks tijdschrift (magazine) uitgegeven: Nieuwe Liefde ("Opiniekwartaalblad voor meer medemenselijkheid"), met vaste bijdragen van de theoloog Alex van Heusden en van Jan Pronk. Hoofdredacteur is Helen Johnson. Nieuwe Liefde was een voortzetting van het tijdschrift Roodkoper (1995-2011).